# Grammy Award alla miglior interpretazione rap
Il Grammy Award alla miglior interpretazione rap (Grammy Award for Best Rap Performance) è un premio Grammy.
È stato presentato per la prima volta nel 1989 e consegnato nuovamente nel 1990, dopodiché il premio è stato suddiviso in due categorie: miglior interpretazione rap solista e miglior interpretazione rap di un duo o un gruppo. Queste due categorie sono state nuovamente combinate nel 2012 a seguito di una ristrutturazione delle categorie Grammy.
Il premio va all'artista. Il produttore, l'ingegnere e il cantautore possono richiedere un certificato di vincitore.

## Vincitori e candidati

### Anni 1980
- 1989

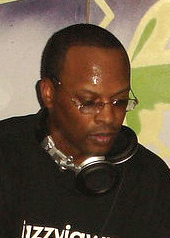
DJ Jazzy Jeff & the Fresh Prince sono stati i primi artisti ed essere premiati nella categoria nel 1989

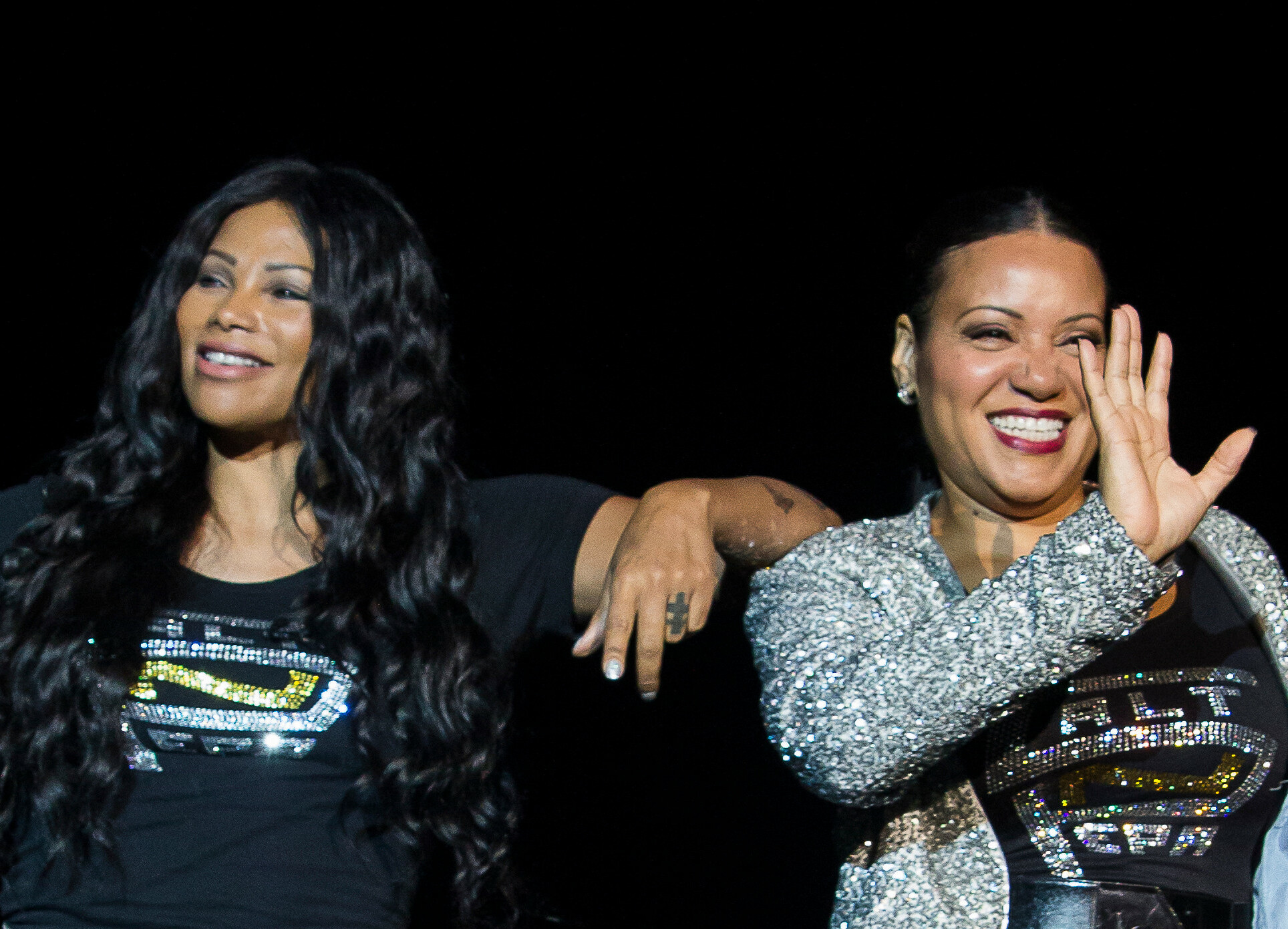
Salt-n-Pepa sono state le prime rapper donne ad essere candidate nella categoria

  - DJ Jazzy Jeff & the Fresh Prince - Parents Just Don't Understand
  - J. J. Fad – Supersonic
  - Kool Moe Dee – Wild Wild West
  - LL Cool J – Going Back to Cali
  - Salt-n-Pepa – Push It

### Anni 1990
- 1990
  - Young MC - Bust a Move
  - De La Soul – Me Myself and I
  - DJ Jazzy Jeff & The Fresh Prince – I Think I Can Beat Mike Tyson
  - Public Enemy – Fight the Power
  - Tone Lōc – Funky Cold Medina

### Anni 2010
- 2012[1]
  - Jay-Z e Kanye West - Otis

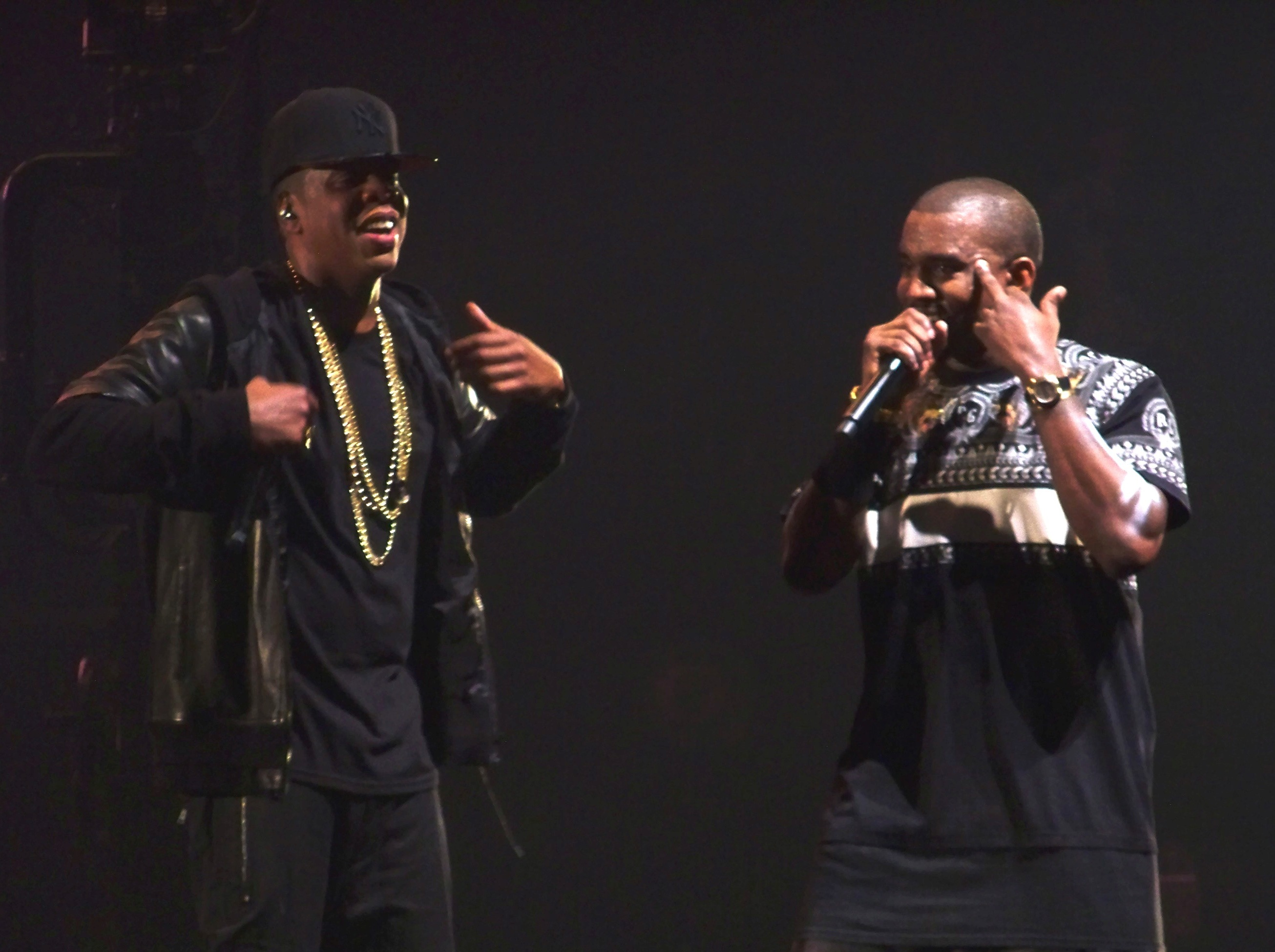
Jay-Z e Kanye West hanno vinto 2 premi consecutivamente nella categoria dalla sua reintroduzione nel 2012 grazie al progetto collaborativo Watch the Throne.

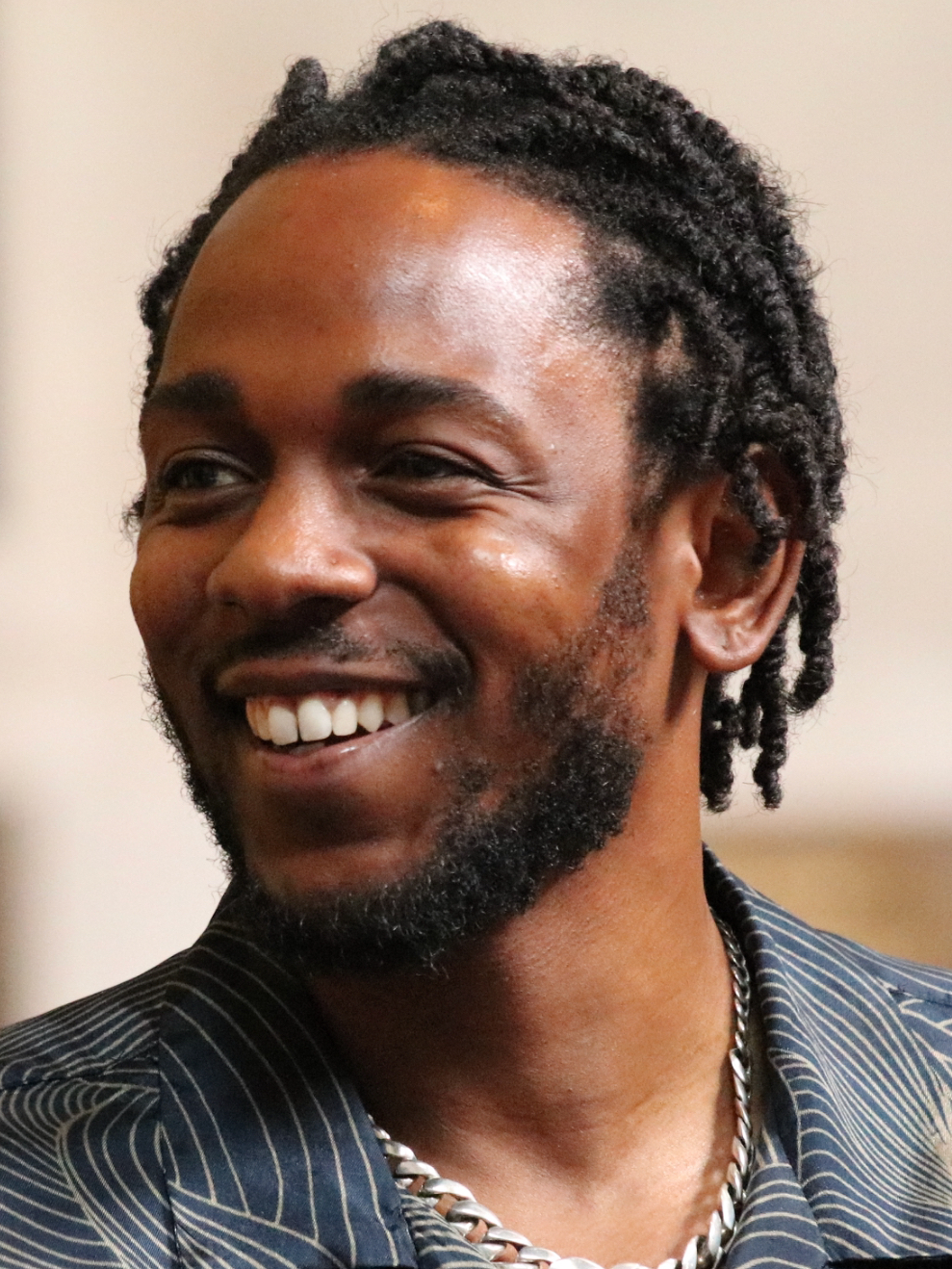
Kendrick Lamar ha vinto 7 volte in questa categoria.

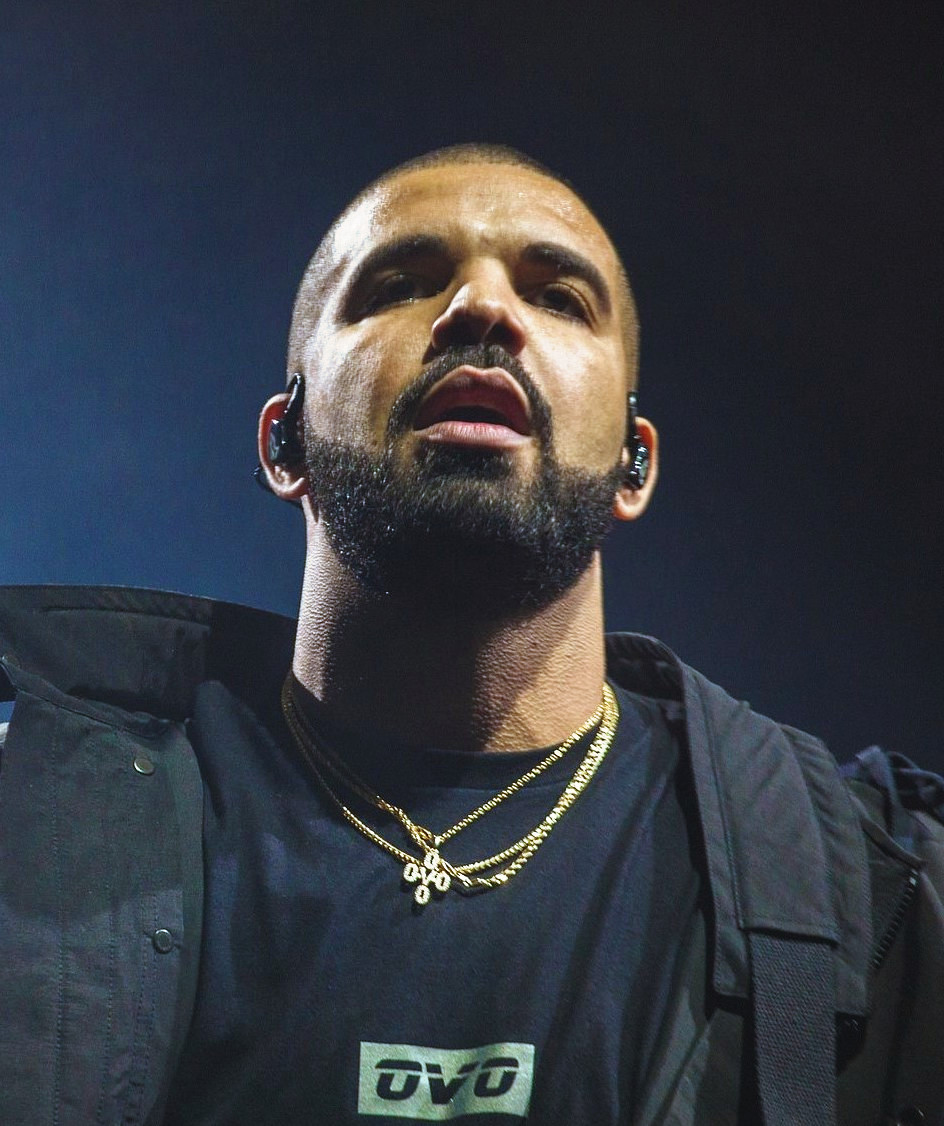
Drake è l'artista con il maggior numero di candidature nella categoria con 10 presenze.

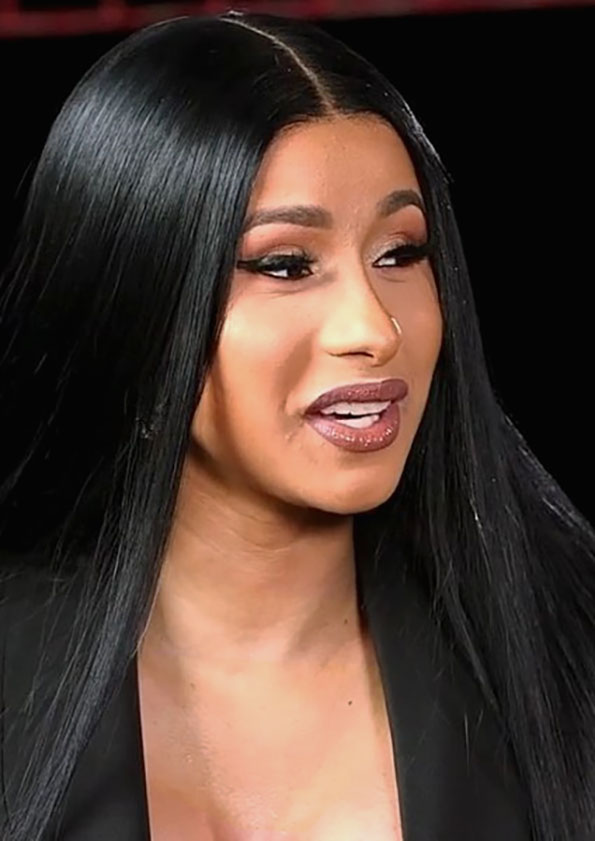
Cardi B è stata la prima rapper donna ad essere candidata per una canzone solista.

  - Chris Brown ft. Lil Wayne e Busta Rhymes – Look at Me Now
  - Lupe Fiasco – The Show Goes On
  - Nicki Minaj ft. Drake – Moment 4 Life
  - Wiz Khalifa – Black and Yellow
- 2013[2]
  - Jay-Z e Kanye West - Niggas in Paris
  - Drake ft. Lil Wayne – HYFR (Hell Ya Fucking Right)
  - Nas – Daughters
  - Kanye West, Big Sean, Pusha T e 2 Chainz – Mercy
  - Young Jeezy ft. Jay-Z ed André 3000 – I Do
- 2014[3]
  - Macklemore e Ryan Lewis ft. Wanz - Thrift Shop
  - Drake – Started from the Bottom
  - Eminem – Berzerk
  - Jay-Z – Tom Ford
  - Kendrick Lamar – Swimming Pools (Drank)
- 2015[4]
  - Kendrick Lamar - i
  - Childish Gambino – 3005
  - Drake – 0 to 100/The Catch Up
  - Eminem – Rap God
  - Lecrae – All I Need Is You
- 2016[5]
  - Kendrick Lamar - Alright
  - J. Cole – Apparently
  - Drake – Back to Back
  - Fetty Wap – Trap Queen
  - Nicki Minaj ft. Drake e Lil Wayne – Truffle Butter
  - Kanye West ft. Theophilus London, Allan Kingdom e Paul McCartney – All Day
- 2017[6]
  - Chance the Rapper ft. Lil Wayne & 2 Chainz - No Problem
  - Desiigner – Panda
  - Drake ft. The Throne – Pop Style
  - Fat Joe e Remy Ma ft. French Montana ed Infared – All the Way Up
  - ScHoolboy Q ft. Kanye West – That Part
- 2018[7]
  - Kendrick Lamar - HUMBLE.
  - Big Sean – Bounce Back
  - Cardi B – Bodak Yellow
  - Jay-Z – 4:44
  - Migos ft. Lil Uzi Vert – Bad and Boujee
- 2019[8]
  - Anderson Paak - Bubblin
  - Kendrick Lamar, Jay Rock, Future e James Blake - King's Dead
  - Cardi B – Be Careful
  - Drake – Nice for What
  - Travis Scott, Drake, Swae Lee e Big Hawk – Sicko Mode

### Anni 2020
- 2020[9]
  - Nipsey Hussle ft. Roddy Ricch e Hit-Boy - Racks in the Middle
  - J. Cole – Middle Child
  - DaBaby – Suge
  - Dreamville ft. JID, Bas, J. Cole, EarthGang e Young Nudy – Down Bad
  - Offset ft. Cardi B – Clout
- 2021[10]
  - Megan Thee Stallion ft. Beyoncé - Savage
  - Big Sean ft. Nipsey Hussle – Deep Reverence
  - DaBaby – BOP
  - Jack Harlow – Whats Poppin
  - Lil Baby – The Bigger Picture
  - Pop Smoke – Dior
- 2022[11]
  - Baby Keem e Kendrick Lamar - Family Ties
  - Cardi B – Up
  - J. Cole ft. 21 Savage e Morray – My Life
  - Drake ft. Future e Young Thug – Way 2 Sexy (ritirato)[12]
  - Megan Thee Stallion – Thot Shit
- 2023[13]
  - Kendrick Lamar - The Heart Part 5
  - DJ Khaled ft. Rick Ross, Lil Wayne, Jay-Z, John Legend e Fridayy – God Did
  - Doja Cat – Vegas
  - Gunna e Future ft. Young Thug – Pushin P
  - Hitkidd e GloRilla – F.N.F. (Let's Go)
- 2024[14][15]
  - Killer Mike ft. André 3000, Future e Eryn Allen Kane - Scientists & Engineers
  - Baby Keem ft. Kendrick Lamar - The Hillbillies
  - Black Thought - Love Letter
  - Drake e 21 Savage - Rich Flex
  - Coi Leray - Players

- 2025[16]
  - Kendrick Lamar - Not like Us
  - Cardi B - Enough (Miami)
  - Common e Pete Rock featuring Posdnuos - When the Sun Shines Again
  - Doechii - Nissan Altima
  - Eminem - Houdini
  - Future, Metro Boomin & Kendrick Lamar - Like That
  - GloRilla - Yeah Glo!